# Епархия Вероны

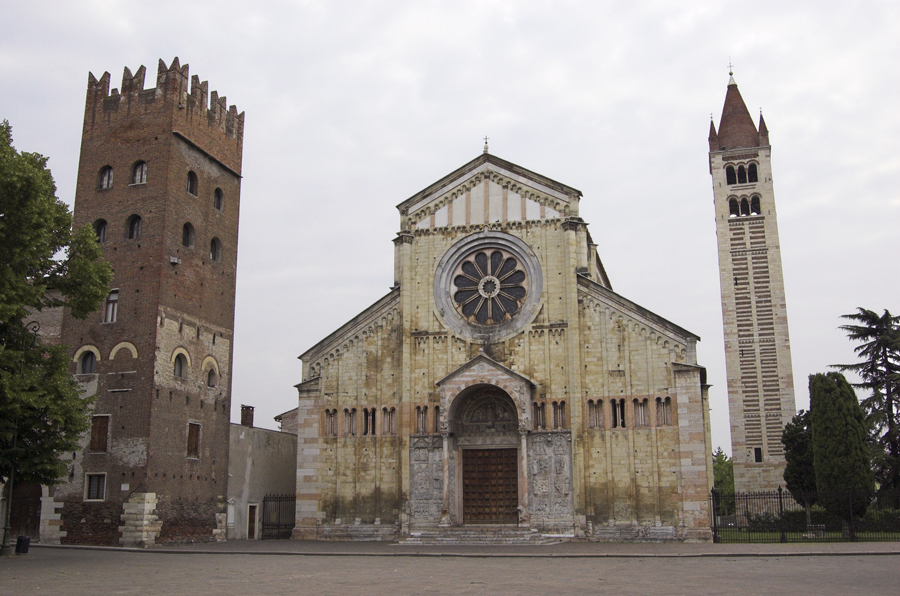
Базилика Святого Зенона в Вероне

Епархия Вероны (лат. Dioecesis Veronensis, итал. Diocesi di Verona) епархия Римско-католической церкви, в составе митрополии Венеции, входящей в церковную область Тривенето. В настоящее время епархией управляет епископ Джузеппе Центи. Викарный епископ — Марио Мазина. Почётные епископы — Флавио Роберто Карраро, кардинал Аттилио Никора.
Клир епархии включает 996 священников (649 епархиальных и 347 монашествующих священников), 31 диаконов, 552 монахов, 2240 монахинь.
Адрес епархии: Piazza Vescovado 7, 37121 Verona, Italia.

## Территория
В юрисдикцию епархии входят 381 приход в коммунах областей Венеция и Ломбардия: большей частью в провинции Верона и меньшей частью в провинции Брешиа (к юго-западу и югу от озера Гарда).
Кафедра епископа находится в городе Верона в церкви Санта Мария Матриколаре.
Все приходы епархии Вероны объединены в 18 деканатов: Верона (центр), Верона (северо-запад), Верона (северо-восток), Верона (юг), Кадидавид, Лаго Веронезе, Лаго Брешиано, Каприно, Вальполичелла, Вальпантена-Лессиния (центр), Валь д’Иллази, Буссоленго, Виллафранка, Соаве-Сан Мартино, Ронко, Боволоне-Черея, Изола делла Скала-Ногара, Леньяго.

## История
Источник IX века Carmen Pipinianum («Песня Пипина») включает в себя список из восьми епископов Вероны, от святого Эупрепия до святого Зенона, который умер в 380 году. Это самое раннее свидетельство о существовании кафедры Вероны. В другом документе раннего средневековья, Pianeta из Равенны, упомянуты не только эти епископы, но и святые из других епархий, особо почитавшиеся в Вероне в IX веке.
Первый известный по имени епископ Вероны, святой Эупрепий занимал кафедру во время правления императора Галлиена (260). При императоре Максимиане в Вероне были замучены христиане святой Ферм и святой Рустик. О святом Зеноне, современнике святого Амвросия Медиоланского, свидетельствуют многие исторические документы. Известно, что во время его святительства, язычество было все ещё широко распространено в Вероне, особенно в сельской местности.
При епископе Ратольдо в 806 году в епархии были учреждены каноники и реорганизована жизнь клира. В то время среди учителей, основанной им, школы при соборе был дьякон Пачифико, в совершенстве владевший древнегреческим и древнееврейским языками.
В 1183 году в Вероне, после встречи с императором Фридрихом Барбароссой, скончался Папа Луций III. Тогда же при епископе Оньибене, известном канонисте, был проведён епархиальный синод. Кроме того, в Вероне состоялся конклав, на котором новым Папой был избран Урбан III, проведший большую часть своего краткого понтификата в Вероне.
В XIII веке епископы Якопо ди Браганце и Джерардо Коссадока оба были изгнаны с кафедры Эццелино да Романо; епископ Манфредо Роберти подвергся оскорблениям и преследованию со стороны сторонников императора, гибеллинов. В 1276 году был проведён епархиальный синод осудивший ересь катаров. Это произошло спустя 20 лет после убийства в 1252 году и канонизации в 1253 году Петра из Вероны, инквизитора-доминиканца, боровшегося с этой ересью.
В 1338 году епископ Бартоломео делла Скала был убит своим племянником Мастино II делла Скала, сеньором Вероны. Это привело к тому, что Папа Бенедикт XII отобрал у рода делла Скала привилегию назначать епископов на кафедру Вероны. В том же веке епископ Пьетро делла Скала тщетно пытался подчинить каноников, которые находились в подчинении патриарха Аквилеи. Когда род Висконти завоевал Верону, этот епископ был изгнан с кафедры.
В XV веке епископ Франческо Кондульмер основал школу акколитов. Новая школа заменила старую школу при соборе, упразднённую с созданием Веронского университета. В конце этого века, кардинал Джованни Микьель провёл реставрационные работы в соборе и палаццо епископа.
В 1751 году упразднение патриархата Аквилеи положило конец спорам между епископами Вероны и канониками, которые до этого времени подчинялись патриархам.
В XIX веке Верона была основана Конгрегация Священных Ран Нашего Господа Иисуса Христа, или стигматинцев. В том же веке важное значение имела деятельность в епархии святого Даниила Комбони, который основал в Вероне институт миссионеров, а затем Конгрегацию Миссионеров Комбониан Сердца Иисуса для работы на миссиях в Африке.
В 2006 году в Вероне состоялся IV Церковный национальный конгресс. В том же году епархию посетил Папа Бенедикт XVI.

## Ординарии епархии
| - Святой Эупрепио (240/250); - Святой Димитриано; - Святой Симпличио (335); - Святой Проколо (360); - Святой Сатурнин; - Лучилло (356/362); - Святой Кричино (356/362); - Святой Зено (362—380); - Лучо; - Сьягрио (380/400); - Агапито; - Лупичино; - Петронио; - Святой Иннокентий ; - Святой Гауденцио (456); - Монтано; - Серволо (упоминается в 501); - Верекондо (упоминается 522); - Святой Валенте (07.12.523 — 26.07.531); - Джермано; - Святой Феличе; - Святой Сильвино; - Святой Теодоро; - Святой Кончессо I; - Святой Сенаторе (упоминается в 570); - Солацио (579); - Иуниоре (589—591); - Пьетро; - Кончессо II; - Святой Мавр; - Романо; - Арборио; - Валенте; - Клементе; - Модесто; - Доменико (712—740); - Андреа (или Алессандро); - Сигиберто (упоминается в 744); - Бьяджо (750); - Святой Анноне (758 — 13.05.760); - Лотерио (760); - Альдо (упоминается в 780); - Эджино (796—799); - Ратольдо (799—840); - Нотинго (840—844) — назначен епископом Брешии; - Аджино (844—844); - Билонго (847—849); - Ландерико (упоминается в 853); - Аудоне; - Ардакарио (упоминается в 865); - Астольфо (упоминается в 866); - Адалардо (875—911); - Ноктерий (911—928); - Гильдуин (928—932) — назначен архиепископом Милана; - Ратерио (932—968); - Манассе (935—946) — антиепископ; - Милоне (950 или 951—961) — антиепископ; - Милоне (968—980 или 981) — во второй раз; - Ильдерико (983—988); - Отберто (990—1008); - Ильдебрандо или Витпрандо (1013—1014); - Джованни (1016 — 12.10.1037); - Гвальтьеро (1037—1055); - Тебальдо I (1058—1060); - Адальберто (1063—1069 или 1070); - Узуардо (1070—1073); - Бруно (1073—1083); - Сигебодо (1083—1094); - Вальбруно (1094—1095); - Вальфредо (1095—1101); - Эцелоне (1101); | - Бертольдо (1102—1108); - Арнольфо Цуффетто (1109—1111); - Уберто (1111—1116); - Берно (1117—1122); - Бернардо (1123 — 15.11.1135); - Тебальдо II или Теобальдо (1135 — 10.05.1157); - Оньибене (1157 — 22.10.1185); - Рипрандо (1185 — 23.06.1188); - Аделардо Каттанео (1188—1214); - Норандино (13.10.1214 — 22.09.1224); - Альберто (1224 — 01.03.1225); - Якопо ди Бреганце (01.03.1225 — 1254); - Джерардо Коссадока (04.08.1255 — 1259); - Манфредо Роберти (15.01.1260 — 03.12.1268); - Алеардино (1268—1268) — избранный епископ; - Гвидо делла Скала (1268—1270); - Темидио (1275 — 07.09.1277) — францисканец; - Бартоломео I (29.11.1277 — 08.11.1290) — бенедиктинец; - Пьетро I делла Скала (22.01.1291 — 12.09.1295); - Буонинконтро (13.12.1295 — 14.06.1298); - Теобальдо III (18.10.1298 — 18.11.1331) — августинец; - Николо (10.02.1332 — 1336) — бенедиктинец; - Бартоломео II делла Скала (1336 — 27.08.1338); - Маттео Рибольди (27.06.1343 — 01.05.1348); - Пьетро де Пино (15.07.1348 — 27.07.1349) — назначен епископом Перигё; - Джованни ди Назо (27.07.1349 — 13.10.1350) — доминиканец, назначен епископом Болоньи; - Пьетро II делла Скала (13.10.1350 — 1387) — доминиканец, назначен епископом Лоди; - Аделардо III (1387—1388); - Джакомо де Росси (21.04.1388 — 1406) — назначен епископом Луни; - Анджело Барбариго (21.09.1406 — 1409); - Гвидо Мемо (29.11.1409 — 1438); - Франческо Кондульмер (20.10.1438 — 05.10.1453); - Эрмолао Барбаро (16.11.1453 — 12.03.1471); - Джованни Мишель (18.03.1471 — 1503); - Марко Корнер (29.11.1503 — 24.07.1524) — апостольский администратор; - Джан Маттео Джиберти (08.08.1524 — 30.12.1543); - Пьетро Липпомано (18.02.1544 — 09.08.1548); - Луиджи Липпомано (09.08.1548 — 20.07.1558) — назначен епископом Бергамо; - Агостино Липпомано (20.07.1558 — 16.07.1560); - Джироламо Тревизани (15.01.1561 — 10.09.1561) — доминиканец; - Бернардо Наваджеро (15.09.1562 — 1565) — апостольский администратор; - Агостино Вальер (15.05.1565 — 23.05.1606); - Альберто Вальер (23.05.1606 — 01.09.1630); - Марко Джустиниани (07.04.1631 — 23.04.1649); - Себастьяно Пизани I (06.10.1653 — 09.08.1668); - Себастьяно Пизани II (10.12.1668 — 05.08.1690); - Пьетро Леони (26.11.1691 — 17.12.1697); - Джованни Франческо Барбариго (21.07.1698 — 09.07.1714) — назначен епископом Брешии; - Марко Градениго (19.11.1714 — 11.06.1725) — назначен патриархом Венеции; - Франческо Тревизани (23.07.1725 — 13.12.1732); - Джованни Брагадин (02.03.1733 — 27.11.1758) — назначен патриархом Венеции; - Николо Антонио Джустиниан (12.02.1759 — 14.12.1772) — бенедиктинец, назначен епископом Падуи; - Джованни Морозини (14.12.1772 — 18.08.1789) — бенедиктинец; - Джованни Андреа Авогадро (29.03.1790 — 14.11.1805); - Инноченцо Мария Лирутти (18.09.1807 — 11.08.1827) — бенедиктинец; - Джузеппе Грассер (15.12.1828 — 22.11.1839); - Джованни Пьетро Аурелио Мутти (14.12.1840 — 15.03.1852) — бенедиктинец, назначен патриархом Венеции; - Джузеппе Луиджи Тревизанато (15.03.1852 — 27.09.1852) — назначен архиепископом Удине; - Луиджи Гульельми (27.09.1852 — 29.01.1853); - Бенедетто Риккабона де Райнхенфельс (07.04.1854 — 22.03.1861) — назначен епископом Тренто; - кардинал Луиджи ди Каносса (30.09.1861 — 12.03.1900); - кардинал Бартоломео Бачильери (01.04.1900 — 14.02.1923); - Джироламо Кардинале (25.05.1923 — 26.12.1954); - Джованни Урбани (14.04.1955 — 11.11.1958) — назначен патриархом Венеции; - Джузеппе Карраро (15.12.1958 — 18.05.1978); - Джузеппе Амари (15.03. 1978 — 30.06.1992); - Аттильо Никора (30.06. 1992 — 18.09.1997); - Флавио Роберто Карраро (25.07.1998 — 08.05.2007) — капуцин; - Джузеппе Центи (8.05.2007 — 2.07.2022) - Доменико Помпили (с 1 октября 2022 года — по настоящее время) . |  |

## Статистика
На конец 2010 года из 923 830 человек, проживающих на территории епархии, католиками являлись 843 229 человек, что соответствует 91,3 % от общего числа населения епархии.
| год  | население | население | население | священники | священники        | священники         | священники                           | постоянные диаконы | монахи  | монахи  | приходы |
| год  | католики  | всего     | %         | всего      | белое духовенство | черное духовенство | число католиков на одного священника | постоянные диаконы | мужчины | женщины | приходы |
| ---- | --------- | --------- | --------- | ---------- | ----------------- | ------------------ | ------------------------------------ | ------------------ | ------- | ------- | ------- |
| 1950 | 645.159   | 645.402   | 100,0     | 915        | 679               | 236                | 705                                  |                    | 422     | 3.280   | 319     |
| 1970 | 713.513   | 717.613   | 99,4      | 1.195      | 714               | 481                | 597                                  |                    | 681     | 3.439   | 368     |
| 1980 | 757.337   | 778.330   | 97,3      | 1.155      | 695               | 460                | 655                                  | 3                  | 778     | 3.940   | 379     |
| 1990 | 771.500   | 799.829   | 96,5      | 1.190      | 720               | 470                | 648                                  | 13                 | 685     | 3.635   | 379     |
| 1999 | 758.000   | 787.668   | 96,2      | 1.173      | 735               | 438                | 646                                  | 18                 | 625     | 2.650   | 381     |
| 2000 | 750.000   | 828.279   | 90,5      | 1.115      | 715               | 400                | 672                                  | 18                 | 611     | 2.570   | 381     |
| 2001 | 750.000   | 829.000   | 90,5      | 1.091      | 691               | 400                | 687                                  | 18                 | 694     | 2.490   | 381     |
| 2002 | 785.000   | 845.926   | 92,8      | 1.095      | 695               | 400                | 716                                  | 18                 | 590     | 2.534   | 381     |
| 2003 | 778.000   | 837.948   | 92,8      | 1.080      | 700               | 380                | 720                                  | 18                 | 601     | 2.300   | 381     |
| 2004 | 775.000   | 845.021   | 91,7      | 1.059      | 689               | 370                | 731                                  | 18                 | 574     | 1.953   | 380     |
| 2010 | 843.229   | 923.830   | 91,3      | 996        | 649               | 347                | 846                                  | 31                 | 522     | 2.240   | 381     |